# Lexus LS
O LS é um sedan grande de luxo da Lexus, divisão nipo-americana da Toyota. Foi lançado em 1989 e continua em produção até os dias atuais.
Existem também versões híbridas equipadas com transmissão continuamente variável (Câmbio CVT), como a LS 600h e a LS 600h L.

## Galeria
- Primeira geração (1989-1994)
- Segunda geração (1994-2000)
- Terceira geração (2000-2006)
- Quarta geração (2006-2017)
- Quinta geração (2017-presente)